# Оук Харбор (Охајо)
Оук Харбор (енгл. Oak Harbor) град је у америчкој савезној држави Охајо.

## Демографија
По попису из 2010. године број становника је 2.759, што је 82 (-2,9%) становника мање него 2000. године.
| Група             | 2000.         | 2010.         |
| Белци             | 2.751 (96,8%) | 2.636 (95,5%) |
| Афроамериканци    | 2 (0,1%)      | 9 (0,3%)      |
| Азијати           | 11 (0,4%)     | 4 (0,1%)      |
| Хиспаноамериканци | 55 (1,9%)     | 81 (2,9%)     |
| Укупно            | 2.841         | 2.759         |